# Thalassodes sapoliaria
Thalassodes sapoliaria är en fjärilsart som beskrevs av Swinhoe 1904. Thalassodes sapoliaria ingår i släktet Thalassodes och familjen mätare. Inga underarter finns listade i Catalogue of Life.